# Rick Perkins
Pour les articles homonymes, voir Perkins.
Rick Perkins, né le 4 novembre 1961 à Halifax en Nouvelle-Écosse, est un homme politique canadien. Il représente la circonscription de South Shore—St. Margarets à la Chambre des communes du Canada de 2021 à 2025 sous la bannière du Parti conservateur du Canada. Avant d'être élu, il travaille dans la direction d'une chaine de vente au détail.